# Наманган (аеропорт)
Аеропорт Наманган (узб. Namangan Aeroporti) (IATA: NMA, ICAO: UTKN) - цивільний аеропорт міста Наманган. Узбекистан.
Надає весь комплекс наземного обслуговування повітряних суден, комерційне обслуговування пасажирів, вантажів. Реконструкція аеропорту завершена в 2007 році. Пропускна спроможність аеровокзалу 200 пасажирів на годину.

## Приймаємі типиПС
Ан-12, Ан-24, Ан-26, Ан-28, Ан-30, Ан-32, Ан-72, Ан-74, Ил-76, Ил-86, Ил-96, Л-410, Ту-134, Ту-154, Ту-204, Ту-214, Як-40, Як-42, Airbus A310, Airbus A319, Airbus A320, ATR 42, ATR 72, Boeing 737, Boeing 757-200, Boeing 767-300 та інші ПС 3-4 класу, гелікоптери всіх типів.

## Авіалінії та напрямки
| Авіакомпанія       | Пункт призначення                                        |
| ------------------ | -------------------------------------------------------- |
| NordStar Airlines  | Красноярськ-Ємельяново                                   |
| Red Wings Airlines | Москва-Домодєдово                                        |
| S7 Airlines        | Новосибірськ                                             |
| Ural Airlines      | Краснодар, Москва-Домодєдово, Ст Петербург, Єкатеринбург |
| Uzbekistan Airways | Москва-Внуково, Ст Петербург, Ташкент, Єкатеринбург      |